# Сое (Індонезія)
Coe (індонез. Soe) — місто в індонезійській провінції Східна Південно-Східна Нуса, адміністративний центр району Південний Центральний Тимор.

## Географія
Coe розташовується на острові Тимор, в його західній, індонезійській, частині (індонез. Timor Barat).

### Клімат
Місто локалізоване у зоні, котра характеризується кліматом тропічних саван. Найтепліший місяць — листопад із середньою температурою 25.7 °C (78.3 °F). Найхолодніший місяць — липень, із середньою температурою 23.1 °С (73.6 °F).
| Клімат Coe              | Клімат Coe | Клімат Coe | Клімат Coe | Клімат Coe | Клімат Coe | Клімат Coe | Клімат Coe | Клімат Coe | Клімат Coe | Клімат Coe | Клімат Coe | Клімат Coe | Клімат Coe |
| Показник                | Січ.       | Лют.       | Бер.       | Квіт.      | Трав.      | Черв.      | Лип.       | Серп.      | Вер.       | Жовт.      | Лист.      | Груд.      | Рік        |
| Середня температура, °C | 25,2       | 24,9       | 24,8       | 24,8       | 24,4       | 23,4       | 23,1       | 23,5       | 24,3       | 25,2       | 25,7       | 25,5       | 24,6       |
| Норма опадів, мм        | 309.5      | 289.4      | 194.4      | 87.9       | 70         | 31.1       | 35.5       | 10.3       | 12.4       | 58         | 132.5      | 231.3      | 1462.3     |
| Днів з опадами          | 17,7       | 16,2       | 13,6       | 7,7        | 5,4        | 3,2        | 2,6        | 2,4        | 2,5        | 2,7        | 8,3        | 15,5       | 97,8       |
| Вологість повітря, %    | 80.4       | 81.1       | 79.5       | 72.4       | 68.3       | 66.4       | 65         | 63.9       | 62.9       | 64.4       | 68.5       | 76.5       | 70.8       |
| ----------------------- | ---------- | ---------- | ---------- | ---------- | ---------- | ---------- | ---------- | ---------- | ---------- | ---------- | ---------- | ---------- | ---------- |
| Джерело: Weatherbase    |            |            |            |            |            |            |            |            |            |            |            |            |            |